# 中田善久 (柔道家)
中田 善久（なかた よしひさ、1975年10月4日 ）は高知県高知市出身の日本の柔道家。
現役時代は81kg級及び90kg級の選手。身長は180cm[1]。趣味はトレーニングとギター。現在はセコム株式会社にて会社員として勤務し、一橋大学で柔道部師範として後進の育成を行っている。講道館柔道七段。

## 人物
警察官の父とビデオ作家の母の間に4兄弟の3男として生まれる。5歳の時に兄の背中を追い高知県佐川町で柔道を始め、小学生時代から頭角を現し始める。小学3年生の時に高知市内の小学校に転校し、鴨田柔道スポーツ少年団に入団。当部初めての全国少年柔道大会出場に貢献する。中学時代は柔道部がなかったため、勉学に目覚め高校は県内屈指の進学高校である高知学芸高校へ進学。団体戦では3年連続インターハイ出場。個人戦では2年時にインターハイ中量級出場、3年時に3位に入賞した[2]。1994年に中央大学へ進学。世界選手権覇者の津沢寿志氏の指導を仰ぎ、大学2年時に-78㎏級で講道館杯3位となり、全日本強化選手に選ばれる。1998年セコム株式会社に入社し、社会人最初の試合でシドニー五輪金メダリストの瀧本誠に一本勝ち。古賀稔彦や窪田和則らと日本代表争いに食い込むがトップに上り詰めることはできなかった。2001年から肉体改造を行い階級を90㎏級に変更した。その成果もあり2001年と2003年には生まれ故郷である高知県代表として全日本柔道選手権に2度出場している。2002年開催された地元よさこい高知国体では、成年男子初の３位入賞に貢献。2004年からは選手兼セコム柔道部男子監督としてチームを牽引し、団体1部に引き上げる。引退後は全日本Jr強化コーチとなり海老沼匡、中矢力、上川大樹といったのちのオリンピックメダリストの指導にあたった。また、2001年より一橋大学柔道部コーチ、2016年からは師範となり後進の指導育成にあたっている。

## 主な戦績
<高校時戦績>
- 1993年   全国高校総体（インターハイ） 　中量級　3位［2］

<大学時戦績>
- 1995年 　講道館杯 全日本体重別選手権大会　78㎏級3位
- 1996年　フィンランド国際柔道大会　78㎏級準優勝
- 1997年　講道館杯 全日本体重別選手権大会　81㎏級3位

<社会人時戦績>
- 1998年　全日本体重別選手権大会　81㎏級3位
- 1998年　イタリアギドシエニ国際柔道大会　81㎏級3位
- 1999年　三船杯国際親善柔道大会　団体優勝
- 1999年　全日本実業団選手権大会　81㎏級準優勝
- 1999年　ベトナム国際柔道大会　81㎏級優勝
- 2000年　モナコ国際柔道大会　81㎏級3位
- 2001年　全日本実業団選手権大会大会　90㎏3位
- 2001年　全日本柔道選手権大会出場
- 2003年　全日本柔道選手権大会出場